# Crossopriza moqal
Crossopriza moqal (лат.) — вид пауков-сенокосцев рода Crossopriza (Smeringopinae, Pholcidae). Распространён в Омане. Назван по месту обнаружения (пещера Mukal или Moqal Cave; 22.624° N, 59.097° E; на высоте; Wadi Bani Khalid; провинция Ash Sharqiyah North).

## Описание
Мелкие пауки-сенокосцы, длина тела 3,1 мм, ширина карапакса 1,35 мм, длина ног до 3,5 см. В целом бледнее, чем эпигейные сородичи (слегка трогломорфны). Карапакс охристо-жёлтый, переднеспинка светло-коричневая; стернум охристо-жёлтый с коричневыми передними краями; ноги охристо-жёлтые, без тёмных колец, с чёрными линиями на бёдрах и (немногие) на голенях; брюшко бледно-серое, со многими нечёткими внутренними беловатыми пятнами и несколькими нечеткими тёмными пятнами около паутинных бородавок.
Биология не исследована. Пауки были найдены в сумеречной зоне пещеры, в небольших открытых паутинах, расположенных в основном близко к полу, редко чуть выше; в более глубоких, очень жарких частях пещеры (дальше ~15 м от входа) пауков не видели. За пределами пещеры подходящие места среди камней были заняты видом Crossopriza tiwi.

## Систематика
Вид был впервые описан в 2022 году в ходе исследования разнообразия пауков Центральной Азии, проведённого немецким арахнологом Бернхардом Хубером (Bernhard Huber, Alexander Koenig Research Museum of Zoology, Бонн, Германия). Отличается от сходных видов (Crossopriza kittan, Crossopriza ghul) по деталям прокурсуса самца (вентральный бугорок в основании вентрального склерита; удлинённый мембранный элемент на вершине) и дистального бульбального склерита (отличительная серия пролатеральных апофизов); от C. kittan также по более тонким хелицеральным апофизам самцов и более короткому эпигинуму самки; от C. ghul также по меньшему расстоянию между поровыми пластинами на внутренних гениталиях самок.